# 空にかける橋
「空にかける橋」（そらにかけるはし）は、奥井雅美による通算24作目のシングル。

## 背景
前作から半年ぶりに発売されたシングルで翌月・翌々月と順次リリースされた3か月連続シングルの第1弾で、前年発売されたゲーム『テイルズ オブ エターニア』を原作とし、この年WOWOWノンスクランブル枠で放送されたアニメ『テイルズ オブ エターニア THE ANIMATION』の主題歌に起用された。
TVアニメ『テイルズ オブ エターニア』のドラマCD『Last Summer Tales of Eternia -THE ANIMATION- Drama & BGM』には、挿入歌として「空にかける橋」と「I'd love you to touch me」のLast Summer Ver.が収録されている。このバージョンは、2曲とも奥井名義のアルバムには収録されていない。

## 制作
作品の世界観を表現するため、『テイルズ オブ エターニア』に登場する架空言語「メルニクス語」を歌詞に挿入している。
32作目のシングル「蜜-mitsu-」に、「空にかける橋 〜Unplugged Version〜」が収録されている。

## 収録曲
| 全作詞・作曲: 奥井雅美。 |                                            |           |            |          |      |
| #                        | タイトル                                   | 作詞      | 作曲・編曲 | 編曲     | 時間 |
| 1.                       | 「空にかける橋」                           | 奥井雅美  | 奥井雅美   | 矢吹俊郎 | 5:26 |
| 2.                       | 「I'd love you to touch me」               | 奥井雅美  | 奥井雅美   | system-B | 5:56 |
| 3.                       | 「空にかける橋」(instrumental)             | 奥井雅美  | 奥井雅美   |          | 5:26 |
| 4.                       | 「I'd love you to touch me」(instrumental) | 奥井雅美  | 奥井雅美   |          | 5:54 |
| 合計時間:                | 合計時間:                                  | 合計時間: | 22:42      |          |      |

## 参加ミュージシャン
| 空にかける橋 - Synth-programming, keyboards & guitars : 矢吹俊郎 - Drums : Joshua Eagan - Bass : 山田正人 - Solo guitar : Steve Lukather - Keyboards : 大平勉 - Chorus : 奥井雅美, 副田研二 - メルニクス語指導 : 豊田淳, 名取佐和子 (namco) | I'd love you to touch me - Synth-programming & keyboards : 大平勉 - Bass : 山田正人 - A.C guitars : 山田正人 |

## メディアでの使用
| # | 曲名                         | タイアップ                                                                              | 出典 |
| - | ---------------------------- | --------------------------------------------------------------------------------------- | ---- |
| 1 | 「空にかける橋」             | WOWOWノンスクランブルアニメ『テイルズ オブ エターニア THE ANIMATION』オープニングテーマ |      |
| 2 | 「I'd love you to touch me」 | WOWOWノンスクランブルアニメ『テイルズ オブ エターニア THE ANIMATION』エンディングテーマ |      |